# Glyptopetalum longepedunculatum
Glyptopetalum longepedunculatum là một loài thực vật có hoa trong họ Dây gối. Loài này được Tardieu mô tả khoa học đầu tiên năm 1950.